# Canadian Forces Base Esquimalt
Canadian Forces Base Esquimalt (franska: Base des Forces canadiennes Esquimalt) är en militärbas för Kanadas flotta.   Den ligger i provinsen British Columbia, i den södra delen av landet, 3 600 km väster om huvudstaden Ottawa. Canadian Forces Base Esquimalt ligger 7 meter över havet.